# Oxalis griffithii
Oxalis griffithii är en harsyreväxtart som beskrevs av Edgew. & Hook. f.. Oxalis griffithii ingår i släktet oxalisar, och familjen harsyreväxter.

## Underarter
Arten delas in i följande underarter:
- O. g. rosea
- O. g. formosana
- O. g. kantoensis